# Ayat Al-Qurmezi

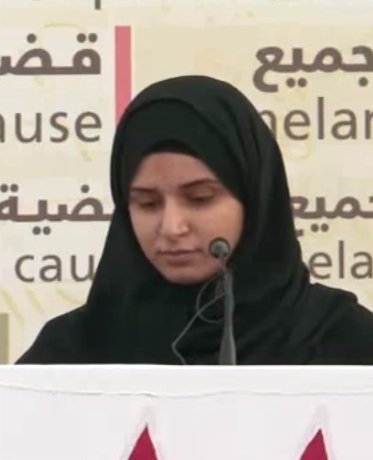
Ayat Al-Qurmezi

Ayat Hassan Mohammed Al-Qurmezi (arabisch آيات حسن محمد القرمزي; Transkription auch: Al-Qormezi, al-Ghermezi; geb. 1. Januar 1991) ist eine Dichterin in Bahrain. Sie studierte am Lehrerinstitut der Universität Bahrain.
Al-Qurmezi erregte in Bahrain und international Aufsehen, als sie ein Gedicht verlas, welches die Regierung von Bahrain in Bezug auf das Vorgehen bei den pro-demokratischen Protesten am Perlenplatz kritisierte. Das Gedicht wurde über die Sozialen Medien weit verbreitet und in der Folgen wurde sie und ihre Familie bedrängt und erhielt Todesdrohungen.
Sie wurde verhaftet und unter Geheimhaltung festgehalten. Gerüchte, sie sei in Haft verstorben, führten zu Protesten durch iranische Aktivisten. Sie wurde in Haft gefoltert, aber letztendlich unter der Anklage „Anstiftung zum Hass auf das bahrainische Regime“ und „Beleidigung von Mitgliedern der königlichen Familie“ vor Gericht gestellt. Internationale Menschenrechtsorganisationen bezeichneten ihre Inhaftierung und ihren Prozess als ein Beispiel für die Brutalität der bahrainischen Behörden. Sie wurde zu einer Haftstrafe verurteilt, welche sie unter Hausarrest abbüßen durfte.

## Demokratische Bewegung in Bahrain seit 2011

### Öffentliche Gedicht-Lesung
Am Mittwoch, 23. Februar 2011, in den frühen Tagen der Proteste in Bahrain, verlas Ayat Al-Qurmezi vom Podium ein Gedicht für die versammelte Menge der pro-demokratischne Demonstranten am Perlenplatz. Sie äußerte sich darin kritisch gegenüber der Regierung und speziell gegenüber den Entscheidungen von Premierminister Chalifa bin Salman Al Chalifa.
Am 6. März 2011 verlas sie ein weiteres Gedicht, in welchem sie König Hamad bin Isa Al Chalifa kritisierte. Eine Strophe darin enthielt den Text: „Wir sind die Menschen die Erniedrigung töten und Elend ermorden werden. Hörst du nicht unsere Rufe? Hörst du nicht unsere Schreie?“ („We are the people who will kill humiliation and assassinate misery. Don't you hear their cries? Don't you hear their screams?“). Eine andere Strophe stellte einen erfundenen Dialog zwischen dem Teufel und dem König dar, in welchen der Teufel, Hamads „bester und mutigster Schüler“ („best and most courageous pupil“), sagt: „Hamad, deine Leute haben mich geschüttelt. Hörst du nicht ihre Schreie?“ (“Hamad, your people have shaken me. Don’t you hear their cries?”)
Die Studentin wurde auf den Medienkanälen YouTube, Twitter und BlackBerry Messenger schnell bekannt. Ihr Gedicht verbreitete sich in Bahrain und weltweit. Seither war Ayat verschiedenen Formen von Belästigung und Morddrohungen ausgesetzt, von denen sie selbst und auch ihre Familie betroffen waren. Ihre persönlichen Daten wurden in E-Mails und Blackberry-Nachrichten veröffentlicht.

### Verhaftung
Am Morgen des 29. März 2011 drangen Bereitschaftspolizisten in Begleitung von Polizistinnen gewaltsam in das Haus der Familie ein. Sie hatten den Befehl, Ayat Al-Qurmezi festzunehmen.  Als die Polizei sie dort nicht antraf, durchsuchten sie das Haus. Berichten zufolge sagten sie ihrer Mutter, sie hätten vor, Ayat festzunehmen, „selbst wenn sie in den Tiefen der Erde verborgen sei“ (“even if she is hidden in the depths of the earth”).
Am nächsten Tag wurde Ayat Al-Qurmezi verhaftet, nachdem die Polizei das Haus ihrer Eltern ein zweites Mal durchsucht und vier von Ayats Brüdern mit vorgehaltener Waffe gezwungen hatte, sich auf den Boden zu legen. Ein Polizist schrie den Vater an: „Wenn Sie uns nicht innerhalb von fünfzehn Minuten sagen, wo Ayat ist, werden wir jeden Ihrer Söhne vor Ihren Augen töten – ich habe den Befehl dazu.“ („If you do not tell us where Ayat is in fifteen minutes, we will kill each of your sons in front of your eyes – I have orders to do so“).
Als sie daraufhin nach Hause zurückkam, wurde sie in einem Auto von zwei Sicherheitsbeamten in Zivil abgeführt, einem Mann und einer Frau, beide maskiert. Sie berichtete später, dass sie sofort begannen, sie zu schlagen und ihr drohten, sie zu vergewaltigen und sexuell zu missbrauchen und dass entwürdigende Fotos von ihr im Internet veröffentlicht würden.
Die Familie beschrieb die folgenden Tage als eine Zeit intensiver psychologischer Folter. Die Bereitschaftspolizisten und die regulären Polizisten (deren Identität geheim gehalten wurde), die Ayat abgeführt hatten, hatten Ayats Mutter Sa‘ada gesagt, dass die Familie sie nach einem Verhör und der Unterzeichnung einiger Dokumente von der Polizeiwache Al-Howra abholen und nach Hause bringen dürfe. Sie hörten aber nichts weiter. Sa‘ada ging daraufhin von Polizeiwache zu Polizeiwache und versuchte, Informationen über ihre Tochter zu erhalten, bis ihr schließlich geraten wurde, eine Vermisstenanzeige aufzugeben. Sie beklagte sich über die Absurdität dieses Ratschlags, da es Polizisten waren, die Ayat abgeführt hatten.
Bilder von Ayat tauchten auf Dating- und Pornoseiten auf. Der Familie gingen Gerüchte zu Ohren, sie sei vergewaltigt oder getötet worden.
Schließlich durfte Sa‘ada mit Ayat telefonieren. Ayat erzählte ihr, dass sie gezwungen worden war, ein falsches Geständnis zu unterschreiben. Sa‘ada wurde im Vertrauen mitgeteilt, dass Ayat in einem Militärkrankenhaus wegen der Verletzungen behandelt werde, die sie während der Folter erhalten hatte. Ayat erzählte ihrer Mutter, dass sie in dem Verhörzentrum, in das sie nach ihrer Verhaftung gebracht wurde, mehrere Male verhört worden sei.
Im staatlichen Fernsehen von Bahrain wurde ein Video ausgestrahlt, in dem Ayat ihren Namen nannte und sagte, sie sei Schiitin und hasse Sunniten.
Ayat wurde von der Universität verwiesen, offenbar im Rahmen einer Säuberungsaktion der Regierung gegen Studierende und Universitätsmitarbeiter, denen vorgeworfen wurde, die Proteste unterstützt zu haben.

#### Lokale und internationale Reaktionen auf die Festnahme
- Al-Wefaq, die wichtigste Oppositionsgruppe, deren 18 Parlamentsabgeordnete aus Protest gegen die harten Maßnahmen gegen die prodemokratischen Demonstranten zurückgetreten waren, bezeichnete die Verhaftung von Ayat Al-Qurmezi als „klare Botschaft, dass die Regierung gegen die Meinungsfreiheit ist“ („clear message that the government is against freedom of expression“).[8]
- Amnesty International verurteilte das brutale Vorgehen der bahrainischen Behörden und forderte Ayats Freilassung. Malcolm Smart, Direktor von Amnesty International für den Nahen Osten und Nordafrika, stellte fest:

„Indem sie eine Dichterin einsperren, nur weil sie ihre Ansichten öffentlich geäußert hat, zeigen die Behörden Bahrains, wie den einfachen Bahrainern die freie Meinungsäußerung und Versammlungsfreiheit auf brutale Weise verweigert wird.“

Er stellte fest, dass Ayat al-Qurmezi lediglich deshalb vor Gericht gestellt worden sei, weil sie ihre Meinung friedlich und offen geäußert habe, und bezeichnete ihren Fall als einen entsetzlichen und finsteren Angriff auf die freie Meinungsäußerung. Er forderte, die Anklage gegen sie fallenzulassen und sie sofort freizulassen.
- Der English PEN erinnerte die bahrainischen Behörden an ihre Verpflichtung, das Recht auf freie Meinungsäußerung zu schützen, das in Art. 19 des Internationalen Pakts über bürgerliche und politische Rechte garantiert wird, dessen offizieller Vertragsstaat Bahrain ist, und forderte die sofortige und bedingungslose Freilassung von Ayat.[13]

- Unterstützer verteilten Petitionen und forderten in Blogs und sozialen Medien die Freilassung der „Freiheitsdichterin“ („Freedom Poet“).[10]

- Die Vereinten Nationen forderten „eine sofortige Einstellung der Prozesse gegen Zivilisten vor dem Gericht für nationale Sicherheit und eine sofortige Freilassung friedlicher Demonstranten, die im Rahmen der Protestbewegung im Februar festgenommen wurden“ („an immediate cessation of trials of civilians in the court of national safety and an immediate release of peaceful demonstrators who were arrested in the context of the protest movement in February“).[10]

Nach Berichten über Ayat Al-Qurmezis Vergewaltigung und Tod in Gewahrsam kam es im Iran zu Protesten von Frauen. Eines der Schiffe einer Flottille, die iranische Aktivisten zur Unterstützung der Demonstranten nach Bahrain brachte, wurde nach ihr benannt. Die Ayat Al-Qurmezi wurde von der bahrainischen Marine abgefangen und zurückgewiesen.
Die bahrainischen Behörden verteidigten die Entscheidung, Ayat Al-Qurmezi festzunehmen und strafrechtlich zu verfolgen, mit der Begründung, ihr Gedicht habe zu „Aufstand und Hass gegen die Führung“ („uprising and hatred against the leadership“) aufgerufen und dies sei in Bahrain illegal.

### Folter
Nach ihrer Verhaftung wurde Ayat Al-Qurmezi neun Tage lang in einer winzigen und extrem kalten Zelle festgehalten. Sie glaubte, dass von Zeit zu Zeit eine Art Gas durch die Klimaanlage der Zelle zirkuliert wurde, wodurch sie das Gefühl hatte, zu ersticken. Sie wurde mit einem Elektrokabel ins Gesicht geschlagen und musste Toiletten mit bloßen Händen putzen. Einigen Berichten zufolge wurde ihr auch mit Vergewaltigung gedroht. Während dieser gesamten Zeit unternahm die Polizei keinen Versuch, ein echtes Verhör durchzuführen. Am 21. Juni 2011 wurde eine Entschuldigung von ihr im Fernsehen gezeigt.
Al-Qurmezis Bruder Yousif Mohammed berichtete, dass sich ihre Behandlung im Gefängnis in der Zeit vor dem Prozess verbesserte.

### Prozess
Gegen Ayat Al-Qurmezi wurde Anklage wegen „Anstiftung zum Hass gegen das Regime“ („incitement to hatred of the regime“), „Beleidigung von Mitgliedern der königlichen Familie“ („insulting members of the royal family“) und „illegaler Versammlung“ („illegal assembly“) erhoben.
Nachdem sie zwei Monate in Haft verbracht hatte, wurde ihr Fall vor einem Sicherheitsgericht verhandelt, bei dem keine rechtlichen Argumente gehört wurden und ihr Anwalt nicht vor Gericht sprechen durfte. Am 12. Juni 2011 wurde Al-Qurmezi für schuldig befunden und zu einem Jahr Gefängnis verurteilt. Das Urteil des Gerichts wurde von Oppositionsgruppen und Amnesty International angeprangert, die sagten, das Urteil zeige, wie die freie Meinungsäußerung von den bahrainischen Behörden „brutal verweigert“ („brutally denied“) werde.

### Entlassung
Am 13. Juli 2011 wurde Al-Qurmezi aus dem Gefängnis entlassen. Bei ihrer Rückkehr nach Sanad wurde sie von Hunderten von Menschen empfangen. Bis Oktober 2011 war ihr Urteil jedoch noch nicht aufgehoben worden und sie stand weiterhin unter Hausarrest. Ihre Familie befürchtete, sie könnte jederzeit wieder ins Gefängnis kommen. Sie hatte keine offizielle Begnadigung erhalten und ihr Urteil wurde in der Berufung nicht aufgehoben.

## Student Peace Prize
Am 1. Oktober 2014 wurde bekannt gegeben, dass Al-Qurmezi „für ihren unermüdlichen Kampf für Demokratie und Menschenrechte in Bahrain“ („for her unwavering struggle for democracy and human rights in Bahrain“) mit dem Student Peace Prize 2015 ausgezeichnet wurde.